# Chuckie
Clyde Sergio Narain, mais conhecido como DJ Chuckie (Paramaribo, 25 de junho de 1978) é um DJ e produtor musical holandês, descendente do Suriname.

## Biografia
DJ e produtor musical holandês, descendente do Suriname. Chuckie cresceu no Suriname e foi influenciado pelo grande número de gêneros musicais do país. Com 13 anos de idade, ele começou a experimentar com remixes em casa, por influência de um amigo já DJ. Gradualmente, ele construiu a sua própria coleção de discos.
Chuckie fez remixes para David Guetta, K-Liber, The Partysquad e Gio entre muitos outros. Participa dos principais festivais do mundo. Recentemente, no festival Tomorrowland na Bélgica, recebeu o ex-guitarrista da banda Guns N' Roses Slash que fez um live da música Rocktronica.

## Discografia

### Álbuns de estúdio
| Título                                                                                        | Detalhe do álbum                                                                       | Posições em paradas músicais |
| Título                                                                                        | Detalhe do álbum                                                                       | HOL                          |
| --------------------------------------------------------------------------------------------- | -------------------------------------------------------------------------------------- | ---------------------------- |
| The Best of Chuckie                                                                           | - Lançamento: 10 de novembro de 2013 - Gravadora: Cr2 - Formatos: CD, digital download | 100                          |
| "—" indica que a gravação não foi incluída nas paradas ou não foi distribuída naquela região. |                                                                                        |                              |

## Singles

### Como artista principal
| Título                                                                                        | Ano  | Posições em paradas músicais | Posições em paradas músicais | Posições em paradas músicais | Certificações | Álbum               |
| Título                                                                                        | Ano  | HOL                          | BEL                          | FRA                          | Certificações | Álbum               |
| --------------------------------------------------------------------------------------------- | ---- | ---------------------------- | ---------------------------- | ---------------------------- | ------------- | ------------------- |
| "Let the Bass Kick In Miami Bitch" (with LMFAO)                                               | 2009 | 23                           | 17                           | —                            | - BPI: prata  | The Best of Chuckie |
| "Move It 2 the Drum" (with Hardwell featuring Ambush)                                         | 2010 | —                            | —                            | —                            |               | The Best of Chuckie |
| "What Happens In Vegas" (featuring Gregor Salto)                                              | 2011 | —                            | 37                           | —                            |               | The Best of Chuckie |
| "Who Is Ready to Jump"                                                                        | 2011 | —                            | —                            | —                            |               | The Best of Chuckie |
| "Together"                                                                                    | 2012 | —                            | —                            | —                            |               | The Best of Chuckie |
| "Breaking Up" (with Promise Land featuring Amanda Wilson)                                     | 2012 | —                            | —                            | —                            |               | The Best of Chuckie |
| "Make Some Noise" (with Junxterjack)                                                          | 2012 | —                            | —                            | —                            |               | The Best of Chuckie |
| "Makin' Papers" (featuring Lupe Fiasco, Too Short and Snow Tha Product)                       | 2013 | —                            | —                            | —                            |               | Non-album singles   |
| "Skydive" (featuring Maiday)                                                                  | 2013 | —                            | 26                           | 53                           |               | Non-album singles   |
| "Dirty Funkin Beats"                                                                          | 2014 | —                            | —                            | —                            |               | Non-album singles   |
| "Bitches Be Like"                                                                             | 2014 | —                            | —                            | —                            |               | Non-album singles   |
| "Want You Back"                                                                               | 2015 | —                            | —                            | —                            |               | Non-album singles   |
| "High" (with R-Wan featuring MC Stik-E)                                                       | 2016 | —                            | —                            | —                            |               | Non-album singles   |
| "Back in the Day" (with Tom Enzy featuring GVO LV)                                            | 2018 | —                            | —                            | —                            |               | Non-album singles   |
| "Face Down" (with Tom Enzy)                                                                   | 2019 | —                            | —                            | —                            |               | Non-album singles   |
| "—" indica que a gravação não foi incluída nas paradas ou não foi distribuída naquela região. |      |                              |                              |                              |               |                     |

## Remixes
2003
- Ixxel – "Drop That Beat" (DJ Chuckie Mix)

2005
- Gio – "X–Girl" (DJ Chuckie Remix)
- Brace – "Hartendief" (DJ Chuckie Remix)

2006
- Real El Canario – "U Rock" (Chuckie's Not In Amsterdam Remix)

2008
- Sidney Samson featuring MC Stretch – "Pump Up the Stereo" (DJ Chuckie & Dave Moreaux Remix)
- Ron Carroll – "Walking Down the Street" (Gregor Salto, Chuckie & Dave Moreaux Remix)
- Unders & Drrie – "3 Days in Kazachstan" (Chuckie Remix)
- The Partysquad – "Stuk" (Chuckie's Hustled Up Mix)
- Gregor Salto featuring Thais – "Mexer" (Dave Moreaux & DJ Chuckie Remix)
- Joachim Garraud – "Are U Ready" (Chuckie Remix)

2009
- David Guetta, Chris Willis, Steve Angello & Sebastian Ingrosso – "Everytime We Touch" (Chuckie Remix)
- David Guetta featuring Akon – "Sexy Bitch" (Chuckie & Lil Jon Remix)
- David Guetta featuring Estelle – "One Love" (Chuckie & Fatman Scoop Remix)
- Bob Sinclar featuring Shabba Ranks – "Love You No More" (Chuckie Remix)
- Groovewatchers – "Sexy Girl" (DJ Chuckie Remix)
- Hardwell & Rehab – "Blue Magic" (Chuckie & Silvio Ecomo Remix)
- Chris Kaeser – "Who's in the House" (DJ Chuckie Remix)
- Sunnery James & Ryan Marciano – "Pondo" (Chuckie & Silvio Ecomo Mix)

2010
- Bob Sinclar featuring Sean Paul – "Tik Tok" (Chuckie & R3hab Remix)
- 3OH!3 featuring Kesha – "First Kiss" (Chuckie Remix Extended)
- Black Eyed Peas – "Rock That Body" (Chuckie Remix)
- Kelly Rowland featuring David Guetta – "Commander" (Chuckie & Albert Neve Remix)
- Enrique Iglesias featuring Ludacris and DJ Frank E – "Tonight (I'm Lovin' You)" (Chuckie Remix)
- Enrique Iglesias featuring Pitbull – "I Like It" (Chuckie Remix)
- Robbie Rivera featuring Fast Eddie – "Let Me Sip My Drink" (Chuckie Remix)
- Sidney Samson featuring Lady Bee – "Shut Up & Let It Go" (Chuckie Remix)
- Luis López vs. Jesse Lee – "Is This Love" (Chuckie Remix)
- Erick Morillo & Eddie Thoneick featuring Shawnee Taylor – "Live Your Life" (Chuckie Remix)
- Toni Braxton – "So Yesterday" (Chuckie Remix)
- Sergio Mauri featuring Janet Gray – "Everybody Dance" (Chuckie Remix)
- Nari & Milani and Cristian Marchi featuring Luciana – "I Got My Eye On You" (Chuckie Remix)
- Pendulum – "Witchcraft" (Chuckie Remix)
- Mohombi – "Bumpy Ride" (Chuckie Remix)
- Moby – "Jltf" (Chuckie Remix)
- Lil Jon featuring Claude Kelly – "Oh What A Night" (Chuckie Remix)
- Felix Da Housecat – "Silver Screen Shower Scene" (Chuckie & Silvio Ecomo Acid Mix)
- Picco – "Venga" (Chuckie's Back to Voltage Remix)
- Diddy - Dirty Money – "Hello, Good Morning" (Chuckie's Bad Boy Went Dirty Dutch Remix)
- Lock 'N Load – "Blow Ya Mind 2011" (Chuckie Meets Obek & Neve Mix)
- NERVO featuring Ollie James – "Irresistible" (Chuckie & Gregori Klosman Remix)

2011
- Michael Jackson – "Hollywood Tonight" (Chuckie Remix)
- Ely Supastar & Henry L featuring Dawn Tallman – "Money for Love" (Chuckie Remix)
- DJ Smash – "From Russia With Love" (Chuckie & Gregori Klosman Remix)
- Carolina Márquez – "Wicked Wow" (DJ Chuckie Extended Mix)
- Nause – "Made Of" (Chuckie Remix)
- Mastiksoul & Dada featuring Akon & Paul G - "Bang It All" (Chuckie Remix)
- Diddy - Dirty Money - "I Hate That You Love Me" (Chuckie Marquee Remix)
- Jean-Roch featuring Flo Rida & Kat Deluna – "I'm Alright" (Chuckie Remix)
- Erick Morillo & Eddie Thoneick featuring Shawnee Taylor – "Stronger" (Chuckie & Gregori Klosman Remix)
- Eva – "Ashes" (Chuckie Remix)
- Wynter Gordon – "Buy My Love" (Chuckie Remix)
- The Saturdays – "Notorious" (Chuckie Extended Mix)
- DJ Obek featuring Ambush – "Craissy" (Chuckie & Albert Neve 4Ibiza Remix)
- Laurent Wery featuring Swift K.I.D & Dev – "Hey Hey Hey (Pop Another Bottle)" (Chuckie Club Mix)
- Rihanna featuring Calvin Harris – "We Found Love" (Chuckie Extended Mix)
- Kelly Rowland – "Down for Whatever" (Chuckie Remix)
- Neon Hitch – "Bad Dog" (Chuckie Remix)
- Wildboys – "Dominoes" (Chuckie Extended Mix)

2012
- Neon Hitch - "F U Betta" (Chuckie Club Remix)
- Sarvi - "Amore" (Chuckie Remix)
- Donaeo - "Party Hard" (Genairo Nvilla & Chuckie Amazone Project Remix)
- Skepta - "Punch His Face" (Genairo Nvilla & Chuckie King Of Drums Rework)
- Aba & Simonsen - "Soul Bossa Nova" (Chuckie & Mastiksoul Remix)
- KeeMo featuring Cosmo Klein - "Beautiful Lie" (Chuckie, Ortzy & Nico Hamuy Remix)
- Dada Life - "Rolling Stones T-Shirt" (Chuckie Remix)
- Milk & Sugar featuring Neri Per Caso - "Via Con Me (It's Wonderful)" (Chuckie Remix)
- Wallpaper - "Fucking Best Song Ever" (Chuckie & Glowinthedark Remix)
- Baauer - "Harlem Shake" (Chuckie Remix)
- Sub Focus feat. Alpines - "Tidal Wave" (Chuckie Remix)

2013
- Pitbull feat. TJR – Don't Stop the Party (Chuckie's Funky Vodka Mix)
- Audio Playground Feat. Snoop Dogg – Emergency (Chuckie Rock The Party Radio Edit)
- Kamaliya – Butterflies (Chuckie Club Mix)
- Laidback Luke Feat. Majestic – Pogo (Chuckie Aruba Remix)
- Jessica Wright feat Mann - Dominoes (Chuckie Remix)
- Semi Precious Weapons – Aviation High (Chuckie Remix)
- Clinton Sparks feat. Pitbull & Disco Fries - Watch You (Chuckie & Tony Romera Remix)
- Junior Rodgers – Vamos de Rumba (Chuckie Re-Edit)

2014
- EPIK feat. Camille Jones – Feel Much Better (Chuckie Remix)
- Timeflies – All the Way (Chuckie Remix)
- Shakira - "Dare (La La La)" (Chuckie Remix)